# Hibiscus wilsonii
Hibiscus wilsonii är en malvaväxtart som beskrevs av Paul Arnold Fryxell. Hibiscus wilsonii ingår i Hibiskussläktet som ingår i familjen malvaväxter. Inga underarter finns listade i Catalogue of Life.